# Guerra civil italiana
La guerra civil italiana (en italiano: guerra civile italiana) fue una guerra civil librada en Italia entre el ejército cobeligerante italiano y la resistencia italiana (junto con los Aliados de la Segunda Guerra Mundial) por un lado, y los fascistas italianos y la República Social Italiana (y las potencias del eje) por el otro, desde el 9 de septiembre de 1943 (fecha del armisticio de Cassibile) hasta el 2 de mayo de 1945 (la fecha de la rendición de las fuerzas alemanas en Italia).
Durante la Segunda Guerra Mundial, una vez Mussolini fue depuesto y arrestado por el rey Víctor Manuel III el 25 de julio de 1943, Italia firmó el armisticio de Cassabile el 8  de septiembre de 1943, lo que puso fin a su guerra contra los aliados. Con todo, las tropas alemanas lograron hacerse prontamente con el control del norte y centro de Italia, creando así la República Social Italiana (RSI, también conocida como la República de Saló), en la que Mussolini fue puesto como líder tras haber sido rescatado por paracaidistas alemanes. Los alemanes, a menudo con la ayuda de los fascistas, cometieron un gran número de atrocidades en contra de los civiles y tropas italianas. Como respuesta, se formó el Ejército Cobeligerante italiano para combatir a la RSI y a sus aliados alemanes, mientras que otras tropas italianas, leales a Mussolini, continuaron luchando del lado de los alemanes en el Ejército Nacional Republicano. Además, un gran movimiento italiano de resistencia comenzó una guerra de guerrillas en contra de las fuerzas alemanas y fascistas italianas. La victoria del lado antifascista llevó a la ejecución de Mussolini, la liberación del país y el nacimiento de la República Italiana.

## Terminología
El libro de Claudio Pavone Una guerra civile. Saggio storico sulla moralità della Resistenza (Una guerra civil. Ensayo histórico sobre la moralidad de la resistencia), publicado en 1991, hizo que el término guerra civil italiana se convirtiera en un término de uso generalizado en la historiografía italiana e internacional. Si bien el término se había utilizado antes, fue aceptado a comienzos de la década de 1990.

## Facciones

Mapa de la República Social Italiana (1943-1945). Su territorio fue el teatro de la guerra civil

Las confrontaciones entre las facciones dieron como resultado la tortura y muerte de muchos civiles. Durante la campaña italiana, los partisanos recibían suministros de los aliados occidentales, que incluían armas pequeñas, municiones y explosivos. Las fuerzas aliadas y los partisanos cooperaban en misiones militares, lanzando en paracaídas o volando personal tras las líneas enemigas, que incluía con frecuencia a miembros italoestadounidenses de la OSS. Otras operaciones eran llevadas a cabo exclusivamente por personal del servicio secreto. Siempre que fuera posible, los dos bandos evitaban situaciones en las que unidades italianas de frentes opuestos se vieran envueltas en combates. En algunos casos raros, enfrentamientos entre italianos involucraron tanto a partisanos como a fascistas de las varias facciones armadas.

### Partisanos
Los primeros grupos de partisanos se formaron en Boves, Piamonte y Bosco Martese, Abruzos. Otros grupos, compuestos principalmente por eslavos y comunistas, aparecieron en la Venecia Julia. Otros más crecieron alrededor de prisioneros de guerra aliados que habían sido liberados o habían escapado de su cautiverio tras los acontecimientos del 8 de septiembre. Estas primeras unidades organizadas se disolvieron rápidamente gracias a la rápida reacción alemana. En Boves, los nazis cometieron su primera masacre en territorio italiano.
El 8 de septiembre, unas horas después del anuncio radial del armisticio, los representantes de varias organizaciones antifascistas coincidieron en Roma. Se trataba de Mauro Scoccimarro y Giorgio Amendola (del Partido Comunista Italiano, PCI), Alcide De Gasperi (del Partido Democracia Cristiana, DC), Ugo La Malfa y Sergio Fenoaltea (del Partido de Acción, PdA), Pietro Nenni y Giuseppe Romita (del Partido Socialista Italiano, PSI), Ivanoe Bonomi y Meuccio Ruini (del Partido Democrático de Trabajo, PDL), y Alesro Casati (del Partido Liberal Italiano, PLI). Formaron el primer Comité de Liberación Nacional (CLN), del que Bonomi asumió la presidencia.

El Partido Comunista Italiano estaba ansioso por tomar la iniciativa, sin esperar a los Aliados: 
... è necessario agire subito ed il più ampiamente e decisamente possibile perché solo nella misura in cui il popolo italiano concorrerà attivamente alla cacciata dei tedeschi dall'Italia, alla sconfitta del nazismo e del fascismo , potrà veramente conquistarsi l'indipendenza e la libertà. Noi non possiamo e non dobbiamo attenderci passivamente la libertà dagli angloamericani.  

"... Es necesario actuar de inmediato, de la manera más amplia y decisiva posible, porque solo en la medida que el pueblo italiano contribuya activamente a expulsar a los alemanes de Italia y a derrotar al nazismo y al fascismo, podrá verdaderamente conquistarse la independencia y la libertad. No podemos ni debemos esperar pasivamente la libertad de los angloamericanos".
En tanto los aliados no creían en la efectividad de las guerrillas, el general Alexander decidió posponer sus ataques contra los nazis. El CLN emitió su primer comunicado de prensa político y operativo importante el 16 de octubre, en el cual rechazaban los llamados a la reconciliación que habían sido hechos por líderes republicanos. El CLN de Milán pidió que "el pueblo italiano luche contra los invasores alemanes y contra sus lacayos fascistas".
Para finales de noviembre, los comunistas habían formado grupos de trabajo llamados Distaccamenti d'assalto Garibaldi (destacamentos de asalto Garibaldi), que luego habrían de convertirse en brigadas y divisiones  y cuyo liderazgo fue puesto en manos de Luigi Longo, con la dirección política de Pietro Secchia y Giancarlo Pajetta, jefe de Estado Mayor. La primera orden operativa, de fecha 25 de noviembre, le ordenaba a los partisanos:
- Atacar y aniquilar de todas las formas posibles a oficiales, soldados, material, y depósitos de las fuerzas armadas de Hitler;
- Atacar y aniquilar de todas las formas posibles a las personas, lugares, y propiedades de fascistas y traidores que colaborasen con los ocupantes alemanes;
- Atacar y aniquilar de todas las formas posibles las industrias de guerra, los sistemas de comunicación y cualquier cosa que pueda ayudar a los planes de guerra de los ocupantes nazis.[12]

Poco después del armisticio, el Partido Comunista Italiano y los Gruppi di Azione Patriottica ("Grupos de Acción Patriótica") o simplemente GAP, establecieron pequeñas células cuyo propósito principal era el de desatar el terror urbano por medio ataques con bombas contra fascistas, alemanes y sus partidarios. Operaban de forma independiente en caso de que fuesen arrestados o traicionados por elementos individuales. El éxito de estos ataques llevó a que las policías alemana e italiana creyeran que eran dirigidos por agentes de inteligencia extranjeros. En un anuncio público del PCI en septiembre de 1943 se declaró:
Ante la tiranía del nazismo, que pretende reducir a la esclavitud por medio la violencia y el terror, debemos responder con violencia y terror.

Llamado del PCI al Pueblo Italiano, septiembre de 1943
Una parte de la prensa italiana justificó las acciones de los GAP describiéndolas como misiones de "justicia" contra la prepotencia y el terror nazis, haciendo énfasis en la selección de sus objetivos: "colaboracionistas oficiales y de la jerarquía, agentes que han sido comprados para denunciar a los hombres de la resistencia y a los judíos, informantes de la policía nazi y de la organización represiva de la RSI”, alegando así una diferencia sustancial con el terror nazi-fascista, que era visto como indiscriminado a los ojos de la población. Los memoriales partisanos insisten en la "eliminación de enemigos particularmente odiosos", como torturadores, espías y provocadores. Algunas órdenes dadas por los comandos partisanos insisten en la necesidad de evitar atacar a inocentes, en lugar de proporcionar listas de categorías a ser atacadas como «individuos merecedores de castigo».
La prensa de Saló (la capital de facto de la RSI) desde la época de la guerra insistió en que junto a estas acciones se planificaron y ejecutaron también operaciones para el asesinato de aquellos miembros del fascismo republicano que estaban más dispuestos a transigir y negociar, como Aldo Resega, Igino Ghisellini, Eugenio Facchini y el filósofo Giovanni Gentile. El asesinato de este último dividió al frente antifascista y se ha mantenido en el centro de la polémica incluso setenta años después.
Las mujeres también participaron en la resistencia, organizadas de distintas formas, principalmente consiguiendo suministros, ropa y medicinas, propaganda antifascista, recaudando fondos, manteniendo las comunicaciones en su papel de "estafetas partisanas". Algunas mujeres participaron activamente en el conflicto como combatientes. El primer destacamento de combatientes partisanas surgió en Piamonte a mediados de 1944 de la mano de la Brigada garibaldina Eusebio Giambone. Las mujeres también participaron en huelgas y manifestaciones contra el fascismo.
El tamaño de las fuerzas partisanas variaba dependiendo de las estaciones, de la represión alemana y fascista y también de la topografía italiana, sin superar nunca las 200.000 personas involucradas activamente. No obstante, se convirtió en un factor importante que inmovilizó a una parte notable de las fuerzas alemanas en Italia y mantuvo inseguras las líneas de comunicación alemanas.

### Fuerzas fascistas
Cuando se dio inicio al movimiento de resistencia italiano tras el armisticio, atrayendo a muchos soldados italianos de unidades disueltas así como a muchos jóvenes que no estaban dispuestos a ser reclutados por las fuerzas fascistas, la República Social Italiana (RSI) de Mussolini también empezó a conformar un ejército. Se conformó con lo que quedaba de los cuerpos militares previos del Regio Esercito y la Regia Marina, así como voluntarios fascistas y personal reclutado. Al comienzo, se organizó en cuatro divisiones regulares (1.ª Divisione Bersaglieri Italia [infantería ligera], 2.ª Divisione Granatieri Littorio [granaderos], 3.ª Divisione fanteria di marina San Marco [marina], 4.ª Divisione Alpina Monterosa [tropas de montaña]), además de varias formaciones irregulares y de la milicia fascista Guardia Nazionale Repubblicana (GNR, Guardia Nacional Republicana) que fueron puestos bajo el control del ejército regular en 1944.
La república fascista combatió contra los partisanos para mantener el control del territorio. Según los fascistas, sus fuerzas armadas contaban con 780.000 hombres y mujeres, pero otras fuentes indican que su número no pasaba de 558 000. Los partisanos y sus partidarios activos sumaban 82 000 para junio de 1944.
Además de las unidades regulares del Ejército Republicano y las Brigadas Negras, se organizaron varias unidades especiales de fascistas, primero de manera espontánea y luego a partir de unidades regulares que hacían parte de las fuerzas armadas de Salò, la capital de facto de la RSI. Estas unidades, que estaban compuestas en gran medida por delincuentes comunes, adoptaron métodos brutales durante sus operaciones de contrainsurgencia, represión, represalia y contraespionaje.
Entre las primeras unidades de este tipo en formarse estuvieron las bandas de los federales (líderes fascistas provinciales) Guido Bardi y William Pollastrini en Roma, cuyos métodos groseros y vulgares escandalizaron incluso a los alemanes. En Roma, la Banda Koch ayudó a desmantelar la estructura clandestina del Partido de Acción. La llamada banda Koch dirigida por Pietro Koch, un personaje polémico vinculado con Bardi y Pollastrini y luego bajo la protección del general Kurt Maltzer, comandante militar alemán para la región de Roma, se distinguió por sus métodos violentos basados en la tortura hacia partisanos y antifascistas. Tras la caída de Roma, Koch se trasladó a Milán, donde se convirtió en el hombre de confianza del ministro del interior, Guido Buffarini Guidi, y continuó con sus actividades represivas y participó en las luchas internas entre los distintos poderes y las distintas fuerzas policiales de la República. En Toscana y Veneto estuvo activa la Banda Carità, establecida como Departamento de Servicios Especiales dentro de la 92.ª Legión Camisas Negras y protagonista de acciones violentas, como la masacre de la Plaza Tasso en Florencia en 1944.
En Milán, la Squadra d'azione Ettore Muti (llamada después Legión Móvil Autónoma Ettore Muti) operaba bajo las órdenes del antiguo cabo del ejército Francesco Colombo, quien ya había sido expulsado del Partido Nacional Fascista (PNF) por malversación de fondos. En noviembre de 1943, el federal Aldo Resega había querido destituirlo considerándolo peligroso para el público, pero Resega murió asesinado en un ataque de las GAP. Así pues, Colombo permaneció en su puesto, a pesar de quejas e indagaciones. El 10 de agosto de 1944, los escuadristas de Muti, junto con la guardia nacional republicana (GNR), perpetraron la masacre de Plaza de Loreto en Milán. Las víctimas fueron quince rebeldes antifascistas, asesinados en retaliación por un asalto contra un camión alemán. Tras la masacre, el alcalde y jefe de la provincia de Milán, Piero Parini, dimitió con la intención de fortalecer la cohesión de las fuerzas moderadas, que estaban debilitadas debido a la fuerte represión alemana y por varias milicias de la República Social.
El mando del Ejército Nacional Republicano estaba en manos del mariscal Graziani y sus subcomandantes Mischi y Montagna. Controlaban la represión y coordinaban las acciones antipartisanas de las tropas regulares, de la GNR, las Brigadas Negras y las varias policías cuasioficiales, en concierto con los alemanes, a quienes les daban la información sobre personas y grupos de la resistencia que usaban luego para las represalias. Más aún, ciertamente contribuyó a hacer de tal ejército un instrumento genuinamente operacional, gracias al famoso y draconiano Bando Graziani, una orden de reclutamiento obligatoria para jóvenes italianos que aumentó sus números en alrededor de 87 000 hombres. Debe decirse, sin embargo, que Graziani fue el responsable, al menos de manera nominal, de que las fuerzas armadas de la República Social Italiana (RSI) fueran unitarias y apolíticas, y por tanto bajo el control no del Partido Republicano Fascista sino bajo el mando supremo de las fuerzas armadas.
El Cuerpo de Policía Republicana comandado por el teniente general Renato Ricci y formado en 1944, incluía a los camisas negras fascistas, a los miembros de la policía del África Italiana que prestaban servicio en Roma, y a los carabinieri. El Cuerpo trabajaba contra los grupos antifascistas y era autónomo (es decir, no tenía que rendir cuentas a Rodolfo Graziani), según una orden dada por Mussolini el 19 de noviembre de 1944

## Antecedentes

### 25 de julio de 1943: La caída del fascismo
Tras la victoria en la campaña en África del Norte, los aliados dieron inicio a la campaña italiana. Entre el 11 y el 12 de junio de 1943, Lampedusa y Pantelaria fueron los primeros territorios italianos en ser conquistados. El 10 de julio se dio inicio al desembarco en Sicilia, mientras que el 19 de julio Roma fue bombardeada por primera vez.
La amenaza de que el territorio nacional fuese invadido, la convicción de que la derrota era inevitable, la incapacidad de Mussolini para "separarse de Alemania", junto con la certeza de que su presencia impedía cualquier negociación con los Aliados, determinó la caída de su gobierno: En la noche del 24 al 25 de julio el Gran Consejo del Fascismo aprobó una moción de censura contra el primer ministro, que recibió el nombre de Agenda Grandi, en honor a su promotor Dino Grandi. Al día siguiente, el rey Víctor Manuel III hizo arrestar a Mussolini y lo reemplazó en el gobierno con el mariscal Pietro Badoglio. Ante el golpe de Estado, los fascistas permanecieron inertes y el ejército pudo ocupar los palacios de Wedekind y Braschi, sedes del partido y de la federación romana respectivamente, sin encontrar resistencia alguna. A falta de órdenes del general Enzo Emilio Galbiati (quien había votado en contra de la destitución de Mussolini), ni siquiera la milicia fascista se movió, si bien podían contar con la 1a División Blindada "M", integrada por elementos leales al régimen, que estaba localizada al norte del lago de Bracciano.

### Los cuarenta y cinco días
La noticia del despido de Mussolini fue vivida por una parte de los italianos, postrados por el conflicto, como prueba de su inminente conclusión: ocurrieron manifestaciones de júbilo, pero también de violencia, como la destrucción de bienes y propiedades del Partido Nacional Fascista (PNF) y de la organización del partido, y la remoción y destrucción de símbolos y monumentos vinculados al fascismo. Sin embargo, las esperanzas puestas en la paz pronto se desvanecieron, tras la proclama con la que Badoglio anunciaba que: «La guerra continúa. Italia [...] cumple su palabra». Así comenzó el período de "cuarenta y cinco días", en el que se iniciaron negociaciones secretas para hacer un tratado de paz por separado con los aliados, disimuladas por medio declaraciones públicas de lealtad a Alemania. Mientras tanto, los alemanes, preparados ya para la eventualidad de una rendición italiana, estaban planeando la operación Achse para ocupar la península.
El gobierno de Badoglio inició la labor de desmantelamiento del estado fascista y adoptó medidas para mantener el orden en el país: disolvió el PNF, mantuvo la prohibición del establecimiento de partidos políticos e impuso la ley marcial. Además, algunas manifestaciones antifascistas fueron reprimidas sangrientamente, como las que tuvieron lugar el 28 de julio en Bari (masacre de la vía Nicolò dell'Arca) y Reggio Emilia (la masacre de Reggiane), en las que los militares dispararon contra los manifestantes según se había establecido en una circular del general Mario Roatta, jefe de Estado Mayor del Ejército, quien ordenó enfrentar los disturbios "en formación de combate" y "abrir fuego desde la distancia incluso con morteros y artillería sin previo aviso de ningún tipo".
Estas medidas hicieron posible que los antifascistas esparcieran la idea de que había una continuidad sustancial entre el gobierno de Mussolini y el de Badoglio, al punto de "preguntarse si la liquidación del fascismo no es por casualidad un engaño trágico." Estos sentimientos también se apoyaron en el hecho de que muchos funcionarios públicos del período fascista en puestos clave habían sido mantenidos en su lugar por el nuevo gobierno, como reza el verso de La Badoglieide, una canción satírica contra Badoglio: "A los escuadristas volviste a llamar / a los antifascistas los metiste en la cárcel / las camisas ya no eran negras / pero el fascismo seguía siendo el amo".
Posteriormente, Badoglio logró neutralizar por completo a la milicia, incorporándola al ejército y reemplazando a los cuadros superiores por oficiales de fe firme en la monarquía. El sucesor de Galbiati al mando del cuerpo, Quirino Armellini, emitió una circular el 30 de julio en la que logró asegurarle a Badoglio que los camisas negras eran inofensivos, estigmatizando "la reacción del país, desagradable y muchas veces brutal hacia la milicia", y asegurando la voluntad del nuevo gobierno de continuar la guerra contra los angloamericanos, calificados como enemigos "animados por el odio inhumano y por la determinación decidida de aniquilar" la patria, ante lo cual era necesario "oponer nuestros pechos y nuestras armas, luchando denodadamente junto a nuestros aliados".
En los mismos días, los antifascistas comenzaron a reorganizarse gracias al regreso de la cárcel, el confinamiento o el exilio de numerosos líderes destacados: Longo, Secchia y Scoccimarro de los comunistas; Nenni, Pertini, Morandi y Saragat de los socialistas; Bauer, La Malfa y Lussu de los accionistas. Las primeras organizaciones antifascistas y los primeros "comités de oposición interpartidista" comenzaron a formarse, sentando las bases para el futuro Comité de Liberación Nacional. El 3 de agosto, una delegación del Comité Central de Oposición -compuesta por Bonomi, De Gasperi, Salvatorelli, Ruini y Amendola- presentó a Badoglio una declaración con la cual se "reclamaba" del gobierno, "sin vacilaciones y demoras que podrían ser fatales, el cese de una guerra contraria a las tradiciones e intereses nacionales y al sentimiento popular, cuya responsabilidad recae y debe recaer en el régimen fascista».
Durante la noche del 23 al 24 de agosto, el jerarca fascista Ettore Muti -acusado de hacer parte de un complot para restaurar el poder a Mussolini- fue asesinado por los carabineros enviados a arrestarlo, oficialmente durante un intento de fuga. Inmediatamente después de la fundación de la República Social Italiana (RSI), los fascistas señalaron a Badoglio como el instigador del asesinato y a Muti lo celebraron ampliamente como el primer caído de la guerra civil, reivindicando la tesis del complot como demostración de que no habían permanecido inactivos después del 25 de julio. El argumento según el cual un intento de revuelta fascista contra Badoglio habría sido impedido por la muerte de Muti, así como por la ausencia de los "mejores fascistas" comprometidos en el frente y por haber creído en la continuación de la alianza con Alemania, fue propuesta nuevamente en la prensa de Salò (capital de facto de la RSI) también después de la guerra.
Las estimaciones sobre el número de asesinatos de fascistas y de ataques que sufrieron durante los cuarenta y cinco días varían En los meses siguientes, los antifascistas pronto se convencerían de que habían sido excesivamente clementes con los exponentes del régimen depuesto, al punto de culpar el inicio de la guerra civil en el hecho de que "Los fascistas volvieron porque no se derramó sangre fascista el 25 de julio". (Giuseppe Lopreste). Por el lado contrario, para los fascistas el 25 de julio habría comenzado su "martirio", del que tenían que vengarse.

### 8 de septiembre de 1943: Armisticio y colapso del estado
Italia se rindió a los aliados el 8 de septiembre. Víctor abandonó Roma junto con su gabinete, dejando al ejército sin órdenes. La Waffen-SS rescató a Mussolini de prisión el 12 de septiembre. Un número de hasta 600 000 soldados italianos fueron hechos prisioneros por los nazis y la gran mayoría de ellos (cerca del 95 %) se rehusó a jurar fidelidad a la recién establecida República Social Italiana (RSI), un estado fascista liderado por Mussolini y creado el 23 de septiembre. Esto fue posible gracias a la ocupación alemana de la península italiana por medio de la Operación Achse, planeada y dirigida por Erwin Rommel .
Tras el armisticio con Italia, las fuerzas británicas tenían dos perspectivas: la de los "liberales", que apoyaban a los partidos democráticos que intentaban derrocar a la monarquía, y la de Winston Churchill, que prefería un enemigo derrotado que un aliado recién reclutado. Los partidos se reinstituyeron después del 8 de septiembre. "Incluso en esta situación a lo largo de los meses la vida de los partidos era muy difícil en el sur durante los años 1943 y 1944 y más que nada, apenas si eran capaces de romper con la apatía que caracterizaba a las poblaciones locales". Los restantes de "la inmensa mayoría de agricultores se remitían a las estructuras parroquiales". Los recursos se enfocaron en impulsar la propaganda entre las masas en las áreas liberadas, bajo el denominador común de dar fin al apoyo fascista. Reportes de las prefecturas confirmaron el reclutamiento de antiguos fascistas en las filas de los partidos recién constituidos.

### Eventos

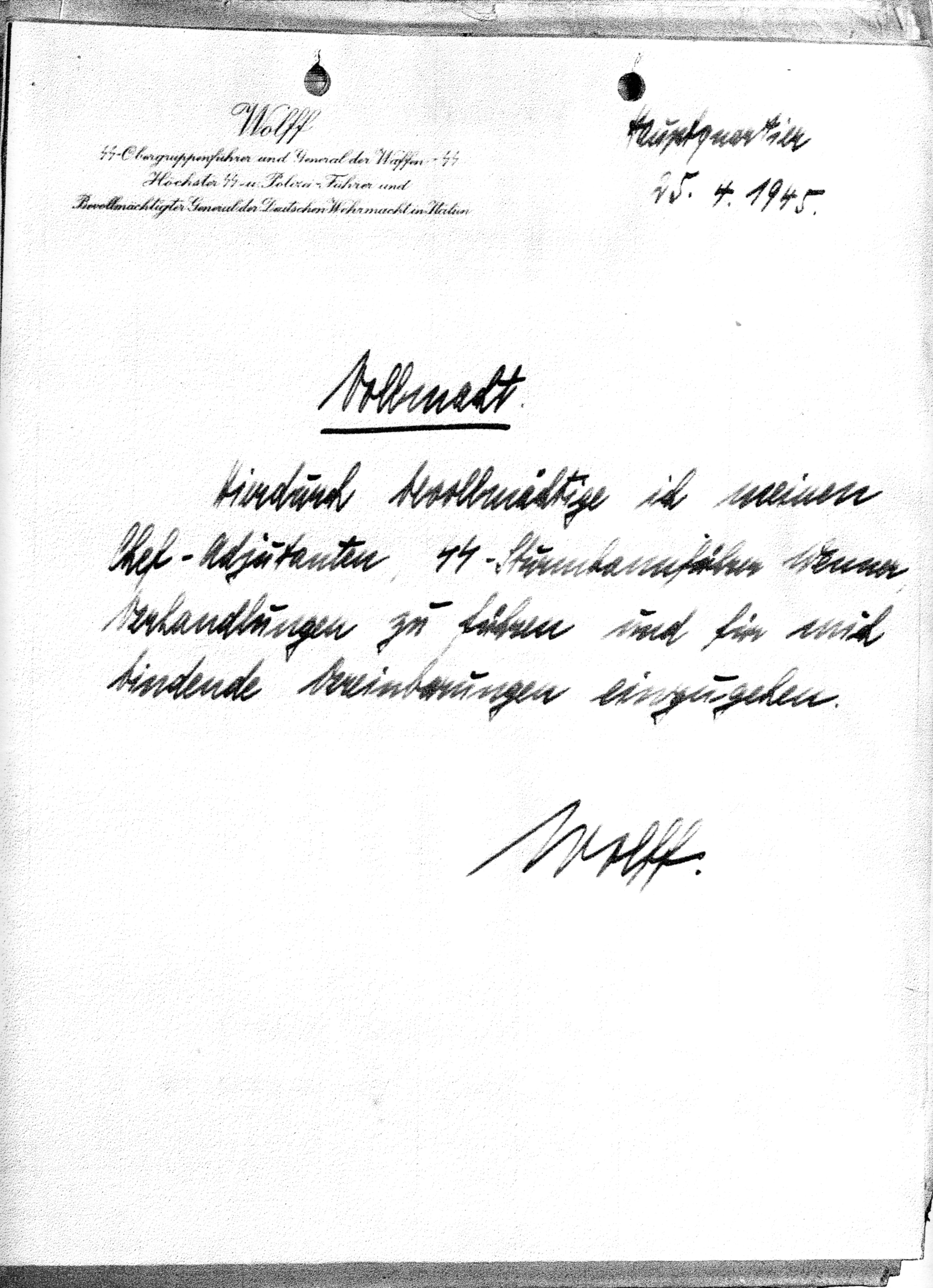
Poder de Wolff para la rendición de Caserta

Las unidades fascistas, a menudo apoyadas por fuerzas alemanas, lucharon por el territorio contra unidades partisanas. Los fascistas eran fuertes en las ciudades y los llanos, donde podían recibir el apoyo de artillería pesada, mientras que las pequeñas unidades partisanas predominaban en las zonas montañosas que les brindaban mejor cobertura, y donde las grandes formaciones no podían maniobrar de manera efectiva.
Ocurrieron muchos episodios violentos, enfrentando en ocasiones a fascistas contra otros fascistas y a partisanos contra otros partisanos. En la masacre de Porzûs los partisanos comunistas de la división Natisone (de la brigada SAP 13 martiri di Feletto ), adscritos al Corpus XI yugoslavo por órdenes de Palmiro Togliatti, masacraron a 20 partisanos y a una mujer en la sede de una de las muchas Brigadas de Osoppo católicas, alegando que espíaban para los alemanes. Entre las víctimas estaban el comandante Francesco De Gregori y el comisario de brigada Gastone Valente.
Las fuerzas de la República Social Italiana se vieron en problemas para mantener oculta a la insurgencia lo que resultó en fuertes estragos para las fuerzas de ocupación alemanas allí estacionadas para reforzarlas. El mariscal de campo Albert Kesselring estimó que tan solo entre junio y agosto de 1944, los partisanos italianos infligieron un mínimo de 20 000 bajas entre los alemanes (5000 muertos, de 7000 a 8000 capturados o desaparecidos y un número igual de heridos), a la vez que aquellos sufrían mucho menos bajas. El oficial de inteligencia de Kesselring entregó una cifra más alta de 30 000 a 35 000 bajas a causa de las actividades partisanas en esos tres meses (cifra que Kesselring consideraba era demasiado alta): 5000 muertos y 25 000-30 000 desaparecidos o heridos.

### Final
Las derrotas a manos de las fuerzas angloamericanas dejaban a los alemanes, y por extensión a los fascistas italianos, cada vez más debilitados en Italia, hasta que para abril su frente estaba colapsando y su retaguardia estaba defendida solo levemente. Los partisanos italianos aprovecharon esto con un levantamiento a gran escala a fines de abril de 1945, atacando a los alemanes que estaban en retirada y a las fuerzas de la RSI. El 26 de abril Génova cayó, 14 000 partisanos italianos forzando la rendición de la ciudad y tomando a 6000 soldados alemanes como prisioneros. 25 000 partisanos capturaron Milán el mismo día, y lo propio ocurrió con Turín dos días después, el 28 de abril. Mussolini intentó retirarse a las montañas el 27 de abril, pero fue capturado por los partisanos y ejecutado. Las fuerzas fascistas se rindieron completamente el 2 de mayo de 1945 tras un acuerdo hecho con los aliados el 30 de abril, antes que Alemania se rindiera ante los aliados el 7 de mayo de 1945.

## Consecuencias
Tras la guerra civil, muchos soldados, ejecutivos y simpatizantes de la Repubblica Sociale fascista fueron puestos en farsas judiciales y ejecutados. Otros fueron asesinados sin haber tenido un juicio apropiado. También murieron civiles que no habían estado involucrados, entre ellos personas acusadas injustamente de ser colaboradores por parte de personas que querían vengarse por razones personales. Mario Scelba, ministro del interior,  estimó que el número de muertos era de 732, pero los historiadores han puesto en duda este estimado. Según el historiador alemán Hans Woller, unas 12 060 personas fueron asesinadas en 1945 y 6027 más en 1946. Ferruccio Parri afirmó que las bajas fascistas llegaron a las 30 000.
La violencia decayó después de la llamada amnistía de Togliatti en 1946.